# Paul O'Neill (politicus)

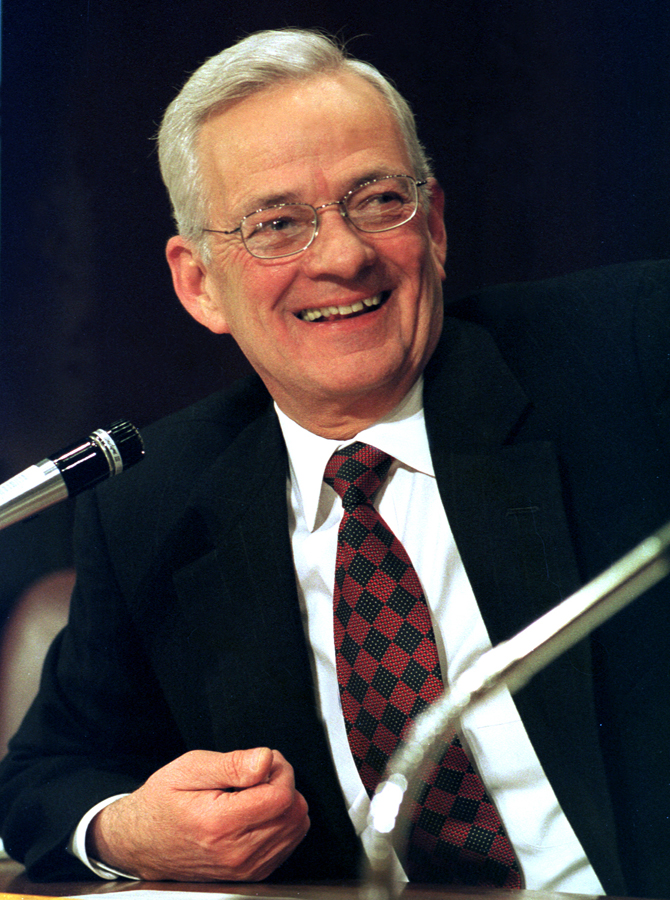
Paul H. O'Neill

Paul Henry O'Neill (Saint Louis, 4 december 1935 – Pittsburgh, 18 april 2020) was een Amerikaans politicus. Hij was van 2001 tot 2003 minister van Financiën onder president George W. Bush. Na zijn ontslag ontpopte O'Neill zich tot een van de grootste critici van Bush.

## Carrière
O'Neill heeft een economische, academische opleiding genoten. Vervolgens was hij ambtenaar, en werkte hij als systeemanalist. Later werd hij directeur van International Paper Company (tot 1985). Tussen 1987 en 1999 was hij president-directeur van Alcoa.
Op 20 januari 2001 werd O'Neill minister van Financiën (Secretary of the Treasury) in het kabinet van Bush. Hij kreeg onenigheid met de president wegens zijn geringe enthousiasme voor een belastingverlaging van 1,2 biljoen en omdat hij waarschuwde dat een langdurig tekort van 44 biljoen dollar dreigde. Daarop werd hij in december 2002 tot aftreden gedwongen. In 2003 werd hij vervangen door Jack Snow.

## Bush-criticus
In januari 2004 ontstond commotie over een artikel in Time Magazine dat fungeerde als aankondiging van het verschijnen van O'Neills boek The Price of Loyalty: George W. Bush, the White House, and the Education of Paul O'Neill. In het artikel bekritiseerde O'Neill het economisch beleid van de regering Bush. Het gedrag van Bush tijdens kabinetsbesprekingen beschreef hij als 'een blinde man in een kamer vol doven'. Ook verklaarde hij dat Bush al vanaf het begin van zijn termijn van plan was Irak aan te vallen, en dat de Nationale Veiligheidsraad nooit het bewijs voor verboden wapens in dat land te zien heeft gekregen.
Een woordvoerder van het Witte Huis reageerde door te zeggen dat O'Neill zijn eigen overtuigingen probeerde te rechtvaardigen ten koste van het Amerikaanse volk. De reactie van Bush zelf bleef bij een ontkenning van de door O'Neill gepresenteerde beschuldigingen. Het ministerie van Financiën gaf als reactie opdracht tot een intern onderzoek om uit te zoeken of O'Neill de wet schond door geheime documenten te onthullen in zijn boek.

## Privé
O'Neill trouwde in 1954 met Nancy Jo Wolfe. Het paar had vier kinderen en een twaalftal kleinkinderen. Hij overleed in 2020 op 84-jarige leeftijd.
- Bibliothèque nationale de France: cb14558668t (data)
- Gemeinsame Normdatei: 129259799
- International Standard Name Identifier: 0000 0001 1471 6593
- Library of Congress Control Number: n93091731
- National Archives and Records Administration: 10575428
- Nederlandse Thesaurus van Auteursnamen: 263441725
- SNAC: w64c93n1
- Système universitaire de documentation: 080560377
- Virtual International Authority File: 45376799
- WorldCat: E39PBJtmydtyMTXrThDBbFCG73